# Horné Zelenice
Horné Zelenice es un municipio del distrito de Hlohovec en la región de Trnava, Eslovaquia, con una población estimada a final del año 2024 de 713 habitantes.
Se encuentra ubicado en el centro-este de la región, cerca del río Váh (cuenca hidrográfica del Danubio) y de la región de Nitra.

## Demografía
| Año        | 1994 | 2004    | 2014    | 2024    |
| ---------- | ---- | ------- | ------- | ------- |
| Población  | 627  | 655     | 706     | 713     |
| Diferencia |      | +4,46 % | +7,78 % | +0,99 % |

| Año        | 2023 | 2024    |
| ---------- | ---- | ------- |
| Población  | 696  | 713     |
| Diferencia |      | +2,44 % |